# Amelia Racea

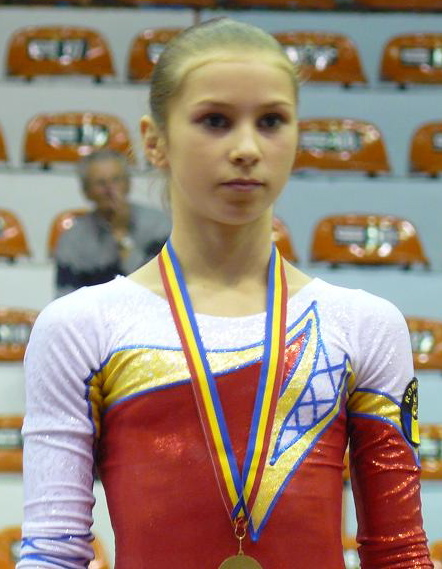
Amelia Racea

Elena Amelia Racea (* 29. August 1994 in Târgu Jiu) ist eine rumänische Kunstturnerin.
Racea gewann bei den Junioren-Europameisterschaften 2008 die Silbermedaille am Schwebebalken und die Bronzemedaille am Boden. Bei den Turn-Europameisterschaften 2010 in Birmingham holte sie die Goldmedaille am Schwebebalken und mit dem Team die Bronzemedaille.
Bei den Turn-Europameisterschaften 2011 gewann Racea im Mehrkampf die Bronzemedaille. Bei den Weltmeisterschaften im selben Jahr wurde sie mit der rumänischen Mannschaft Vierte. Außerdem erreichte sie am Schwebebalken den fünften Platz.